# Blonville-sur-Mer
Blonville-sur-Mer település Franciaországban, Calvados megyében. Lakosainak száma 1585 fő (2022. január 1.). Blonville-sur-Mer Benerville-sur-Mer, Saint-Pierre-Azif, Vauville és Villers-sur-Mer községekkel határos.

## Népesség
A település népességének változása:
| Lakosok száma | 727  | 889  | 1062 | 1546 | 1549 | 1516 | 1545 | 1553 | 1552 | 1585 |
|               | 1968 | 1982 | 1990 | 2006 | 2013 | 2015 | 2017 | 2019 | 2020 | 2022 |